# Ōi
Ōi (大井町?) è una cittadina giapponese della prefettura di Kanagawa.